# Février 1859

## Événements
- 1er février, France, chemin de fer : achèvement de la ligne Le Mans - Mézidon avec l'ouverture de la section Argentan – Mézidon.

- 14 février : l'Oregon devient le trente-troisième État de l'Union américaine.

- 18 février : l'armée française occupe la ville de Saïgon pour faire pression sur l'empereur d'Annam après le meurtre de plusieurs missionnaires chrétiens européens. Début de l'installation française en Cochinchine. L’amiral Rigault de Genouilly bombarde Tourane, s’installe dans une grande partie de la Cochinchine et prend le port de Saïgon, indispensable au ravitaillement de Hué.

## Naissances
- 5 février : Louis-Joseph Maurin, archevêque de Lyon († 16 novembre 1936).
- 6 février : Elias Disney, père de Walter Disney († 13 septembre 1941)
- 10 février : Alexandre Millerand, futur président de la République française († 6 avril 1943).
- 19 février : Svante August Arrhenius, chimiste suédois († 2 octobre 1927).

## Décès
- 26 février :
  - Carl Ludwig Doleschall (ou Doleschal), naturaliste autrichien (° 1827)
  - Ferdinand Schubert, compositeur autrichien.